# Myrmarachne inermichelis
Myrmarachne inermichelis là một loài nhện trong họ Salticidae.
Loài này thuộc chi Myrmarachne. Myrmarachne inermichelis được Friedrich Wilhelm Bösenberg & Embrik Strand miêu tả năm 1906.